# Maria Nowak-Vogl
Maria Nowak-Vogl (* 9. April 1922 in Kitzbühel als Maria Vogl; † 23. November 1998 in Innsbruck) war eine österreichische Kinder- und Jugendpsychiaterin. Durch ihre autoritären und repressiven Methoden war sie laut einer Kommission aus Experten Teil eines staatlichen Systems, das benachteiligten Kindern Gewalt zufügte.

## Leben
Maria Vogl war eines von vier Kindern des Richters Alfred Vogl und der Maria Dohnal. Alfred Vogl war in der Zeit der deutschen Besetzung Italiens 1943/44 Jugendrichter am Sondergericht in Bozen.
Vogl machte 1940 die Matura an der Oberrealschule für Mädchen Innsbruck und ein Jahr später die Lehramtsprüfung an der Lehrerbildungsanstalt Innsbruck. Ab 1941 studierte sie Medizin an der Universität Innsbruck, wurde 1947 promoviert und arbeitete zunächst als Hilfsärztin an der von Hubert Urban geleiteten Psychiatrischen Universitätsklinik. 1949 machte sie eine Amtsarztprüfung. Begleitend studierte sie Philosophie, Pädagogik und Psychologie an der Universität Innsbruck und wurde 1952 mit der Dissertation Die Bedeutung der kurzfristigen Umweltsveränderung in der Erziehung ein zweites Mal promoviert. 1953 legte sie die Prüfung zur Fachärztin für Nerven- und Geisteskrankheiten ab. Vogl habilitierte sich 1959 für Heilpädagogik an der Universität Innsbruck mit der Schrift Eine Studie über die Gemeinschaftsunfähigkeit und nahm Lehraufträge an der Philosophischen und an der Medizinischen Fakultät wahr. 1972 erhielt sie die Stellung einer außerordentlichen Professorin.
Nowak-Vogl wurde als Fürsorgeärztin in den Dienst des Landes Tirol aufgenommen und leitete von 1954 bis 1987 die Kinderpsychiatrische Beobachtungsstation des Landes Tirol. Vogls Behandlungsmethoden führten in den 1980er Jahren zu ersten kritischen Nachfragen in der Öffentlichkeit. Neben der Leitungsarbeit lehrte sie an der Akademie für Sozialarbeit der Caritas Innsbruck und war Gutachterin für Kinder- und Jugendpsychiatrie an den Landesgerichten Innsbruck und Feldkirch sowie an den kirchlichen Ehegerichten der Bistümer Innsbruck und Salzburg. Nowak-Vogl wurde mit dem Großkreuz des päpstlichen Sylvesterordens geehrt.
1967 heiratete Vogl den Psychiater Johannes Heinz Nowak und führte fortan den Familiennamen Nowak-Vogl. Beide forschten auch über den Tiroler Bildhauer Johannes Obleitner.
Postum wurden seit dem Jahr 2010 Nowak-Vogls Behandlungsmethoden in der Beobachtungsstation verstärkt in Frage gestellt. Die Medizinische Universität richtete eine Telefonhotline für damalige Betroffene ein. Eine von der Universität geschaffene Expertenkommission legte im November 2013 einen Bericht vor, in welchem die Medikamentenverabreichung und die körperliche Gewalt bei der Behandlung der Zöglinge durch Nowak-Vogl thematisiert wurden.

## Leitung der Kinderbeobachtungsstation (1954–1987)
In den Jahren 1954–1987 leitete Nowak-Vogl die sogenannte Kinderbeobachtungsstation in der Sonnenstraße in Innsbruck, welche 1954 als „psychiatrische Kinderstation“ gegründet worden war. In jenem Zeitraum wurden dort 3650 dokumentierte Patienten für im Schnitt sechs bis acht Wochen untergebracht. Viele der ehemaligen Heimbewohner empfanden den Aufenthalt in der Kinderbeobachtungsstation als traumatisches Erlebnis, mit negativen Folgen für ihr ganzes restliches Leben. Die ehemaligen Bewohner sowie einige ehemalige Mitarbeiter der Kinderbeobachtungsstation bezeugen von einer autoritären und gefühllosen Heimatmosphäre, in welcher die Patienten nicht wie zuwendungsbedürftige Kinder, sondern wie „minderwertige Menschen“ behandelt wurden. In Interviews beschreiben die Betroffenen die Leiterin Maria Nowak-Vogl als „ungerührten und kalten, ebenso lieb- und gefühllosen wie angsteinflößenden Menschen, der sie verachtete und verächtlich machte, einmal kühl strafend, dann wieder hysterisch schreiend, bisweilen auch als Zuchtmeisterin, die vor körperlicher Gewalt nicht zurückschreckte. Unisono berichteten die Betroffenen von einem Klima der Bedrohung – mit Strafen, nachteiligen Konsequenzen oder der Überstellung in eine Erziehungsanstalt.“
Während des Essens sowie nachts galt ein striktes Redeverbot. Die Kinder schliefen außerdem auf sogenannten „Klingelmatratzen“, welche einen lauten Alarm auslösten, sobald ein Kind das Bett nässte, woraufhin das betroffene Kind bestraft und vor den anderen Heimkindern gedemütigt werden sollte. Eine ehemalige Betreuerin berichtet:
„Wir haben im Dienstzimmer mit einem Babyphone geschlafen und wir sind, wenn es passierte, in weißer Anstaltskleidung zu den Kindern; Licht auf, raus aus den Betten. Der Auftrag war, dass alle Kinder wach sein müssen, wenn einer einnässt. Den haben die anderen Kinder dann [beschimpft] und er musste kalt geduscht werden.“
Kinder und Betreuungspersonal berichten weiterhin von Medikamentierung einerseits mit Tabletten wie andererseits mit Spritzen, „ohne Erläuterung, ohne Informierung der Erziehungsberechtigten und gegen ihren Willen“. Ein ehemaliger Heimbewohner beschreibt seine Erfahrungen als „Drei Monate kein Besuch, nur Spritzen, Tabletten, den Schlüsselbund von ihr ins Gesicht, Ohrfeigen und Lautsprecher.“
Eine andere Heimbewohnerin erzählt:
„Mein Essen und Trinken hatten einen ganz komischen Geschmack. Ich fragte Frau Dr. Vogl vor den anderen, warum das Essen so bitter ist und es mir danach nie gut ging. Dr. Vogl holte mich ins Büro, gab mir eine schallende Ohrfeige und sagte: ‘Du dumme Kuh, das sind Vitamine'“.
Maria Nowak-Vogl injizierte Kindern außerdem das Hormonpräparat Epiphysan, um seine Einsatzfähigkeit zur Behandlung von „Hypersexualität“ zu testen. Diese Injektionen fanden im Rahmen von Studien statt, deren Methoden nach heutigen Standards jedoch teilweise als unwissenschaftlich gelten. Betroffene Kinder sowie Erziehungsberechtigte wurden weder nach ihrem Einverständnis zur Studienteilnahme gefragt, noch wurden sie überhaupt über die Studien informiert.
Missstände in der Kinderbeobachtungsstation wurden erstmals 1980 in dem Fernsehbericht „Problemkinder“ von Kurt Langbein in der ORF-Sendereihe teleobjektiv öffentlich gemacht. Eine grundlegende Aufarbeitung des Ausmaßes an Vernachlässigung und Misshandlung, welche die Kinder dort erlebten, begann allerdings erst in den 2010er Jahren, unter anderem mit dem Erscheinen von Horst Schreibers Buch Im Namen der Ordnung (2010), für dessen Recherche Schreiber dutzende ehemalige Heimkinder von Maria Nowak-Vogl interviewte. Ein 2013 über die Kinderbeobachtungsstation erschienener Bericht der Medizinischen Universität Innsbruck kam zu dem Schluss, dass „die Erzählungen [der ehemaligen Heimkinder] offenbaren, dass sich psychische, physische, sexualisierte und strukturelle Gewalt in den alltäglichen Abläufen der Station vollzog. Als Patienten waren die Kinder von der Außenwelt abgeschirmt, isoliert wie in einem Gefängnis und ihrer persönlichen Rechte zur Gänze beraubt.“ Die Kommission empfahl eine weitergehende wissenschaftliche Aufarbeitung. Diese erfolgt in einem interdisziplinären Forschungsprojekt der Institute für Erziehungswissenschaft, für Geschichtswissenschaft und europäische Ethnologie sowie des Instituts für Zeitgeschichte der Universität Innsbruck.
Im August 2010 entschuldigte sich der Tiroler Landeshauptmann öffentlich für die in Tiroler Heimen erfolgten Misshandlungen. Ehemalige Heimbewohner der Kinderbeobachtungsstation haben das Recht auf Entschädigungszahlungen aufgrund der von ihnen erlebten „körperlichen, seelischen, oder sexualisierten Gewalt.“

## Schriften
- Maria Nowak-Vogl: Begabung fällt nicht vom Himmel. Wie man durch Erziehung Lücken füllt. Wien: Herder, 1979
- Beiträge in Fachzeitschriften

## Belege
1. 1 2 3 4 5 6 7 8 9 10 11  Günther Sperk, Elisabeth Dietrich-Daum, Horst Schreiber, Patricia Gerstraggser, Anna Katharina Purtscher-Penz, Ernst Berger: Bericht der Medizin-Historischen ExpertInnenkommission: Die Innsbrucker Kinderbeobachtungsstation von Maria Nowak-Vogl, 11. November 2013
2. ↑  Johannes Heinz Nowak (website)
3. ↑  Maike Rotzoll: E. Dietrich-Daum: Über die Grenze in die Psychiatrie, in: Hsozkult, 31. Oktober 2018
4. ↑  "Problemkinder", Dokumentarfilm, ORF-"Teleobjektiv" 1980. Abgerufen am 8. Oktober 2023 (deutsch).
5. ↑  Land Tirol: Anlaufstelle für Opferschutz

| Personendaten    | Personendaten                                  |
| ---------------- | ---------------------------------------------- |
| NAME             | Nowak-Vogl, Maria                              |
| ALTERNATIVNAMEN  | Vogl, Maria (Geburtsname)                      |
| KURZBESCHREIBUNG | österreichische Kinder- und Jugendpsychiaterin |
| GEBURTSDATUM     | 9. April 1922                                  |
| GEBURTSORT       | Kitzbühel                                      |
| STERBEDATUM      | 23. November 1998                              |
| STERBEORT        | Innsbruck                                      |